# دانشگاه بورفا

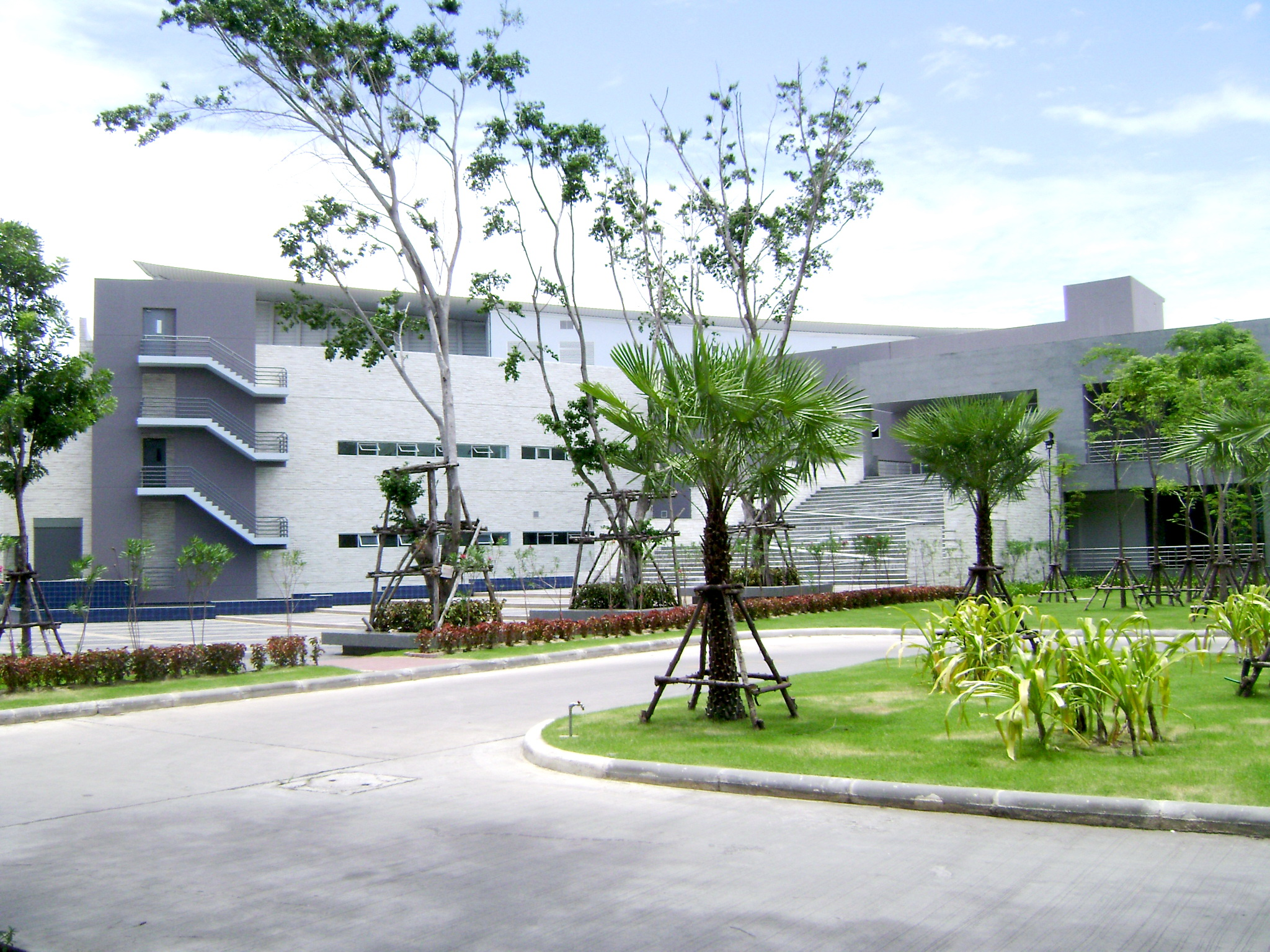
نمایی از محوطه دانشگاه بورفا - ۲۰۰۹

دانشگاه بورفا (به لاتین: Burapha University) یک دانشگاه در تایلند است که در Saen Suk واقع شده‌است.